# Одного дня (оповідання)
«Одного дня» (англ. Someday) — науково-фантастичне оповідання американського письменника Айзека Азімова, вперше надруковане у часописі «Infinity Science Fiction», Згодом увійшло до збірок «На Землі достатньо місця» (1957), «Все про роботів» (1982), «Мрії робота» (1990), «Всі оповідання» (1990).

## Сюжет
Дія відбувається в майбутньому, де комп'ютери відіграють головну роль в суспільстві. Люди працюють переважно як їхня обслуга, роботи ж відповідають за більшість розумових робіт. У школах людські діти вивчають програмування, однак читання й писання стали пережитком минулого.
Нікколо Мазетті є власником Барда — комп'ютера старої моделі, однією з функцій якого є вигадування та розповідання казок. Коли до Нікколо навідується його старший товариш Пауль, якого Мазетті шанує за знання в програмуванні, він дивиться на старий зразок комп'ютера з презирством. Після чого пропонує Мазетті здійснити модернізацію комп'ютера та занести до нього дані з книги про інформатику та програмування. Після цього вони розмовляють про старшого вчителя — пана Догерті, який Паулю вказав на деякі речі, що випали з уваги з огляду на прогрес комп'ютерів — логарифмічна лінійка, писемність та інші. Паулю видається доброю думкою використати «карлючки» (писемність) для передавання таємних повідомлень.
Коли товариші вирушають до Пауля додому, Мазетті випадково наражається на Барда та випадково його вмикає. Товариші вже давно на квартирі у Пауля, а ображений Бард складає нову історію про себе самого і про комп'ютерів які набагато могутніші за людей, аж поки в комп'ютері щось не виходить з ладу.